# Théâtre à Jersey

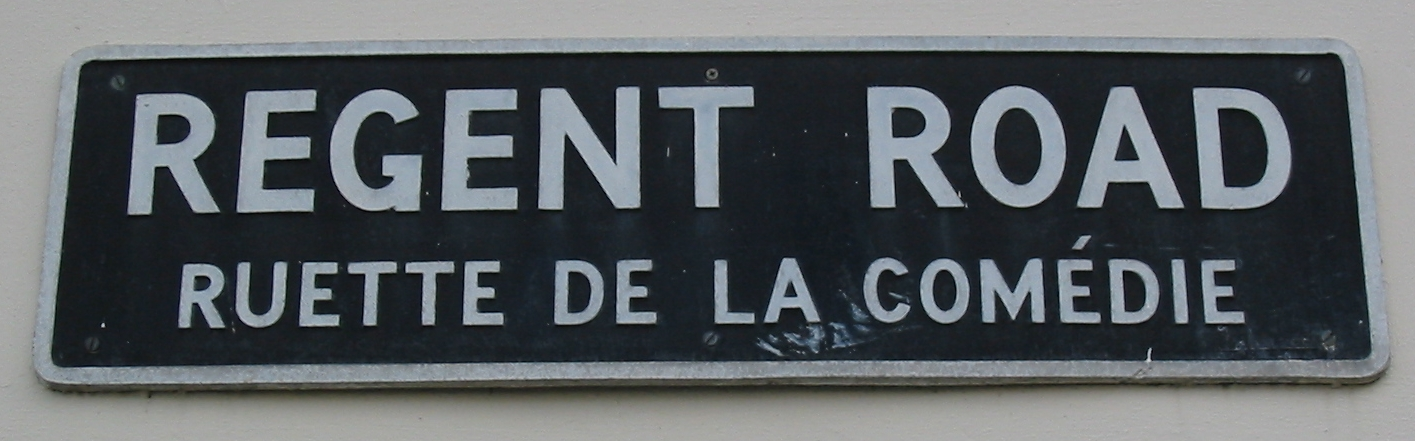
Plaque de rue de l'ancien théâtre de la Comédie à Saint-Hélier.

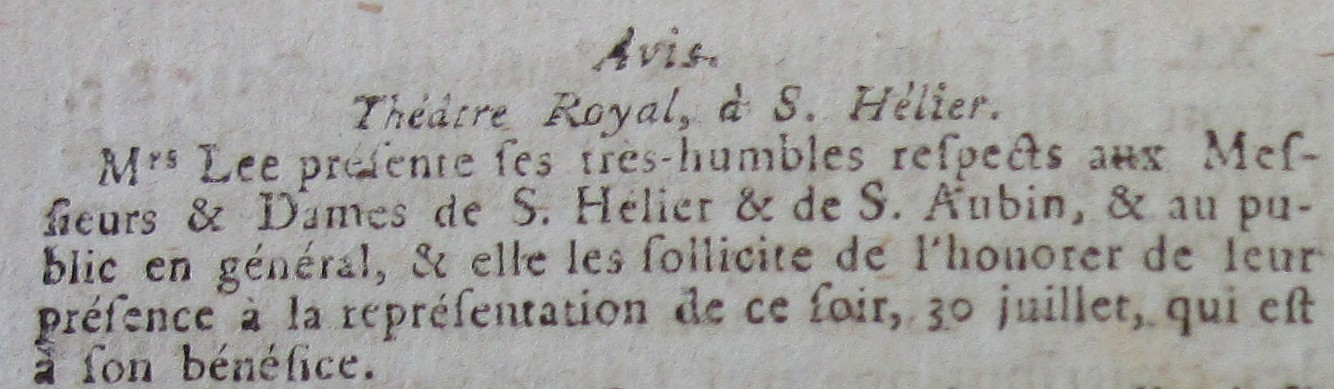
Représentation théâtrale au Théâtre Royal en 1796.

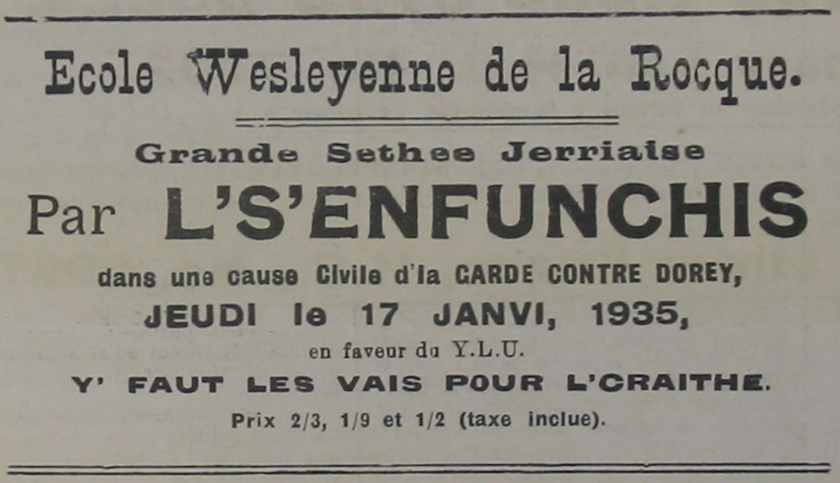
Annonce pour une pièce de théâtre en langue jersiaise en 1935.

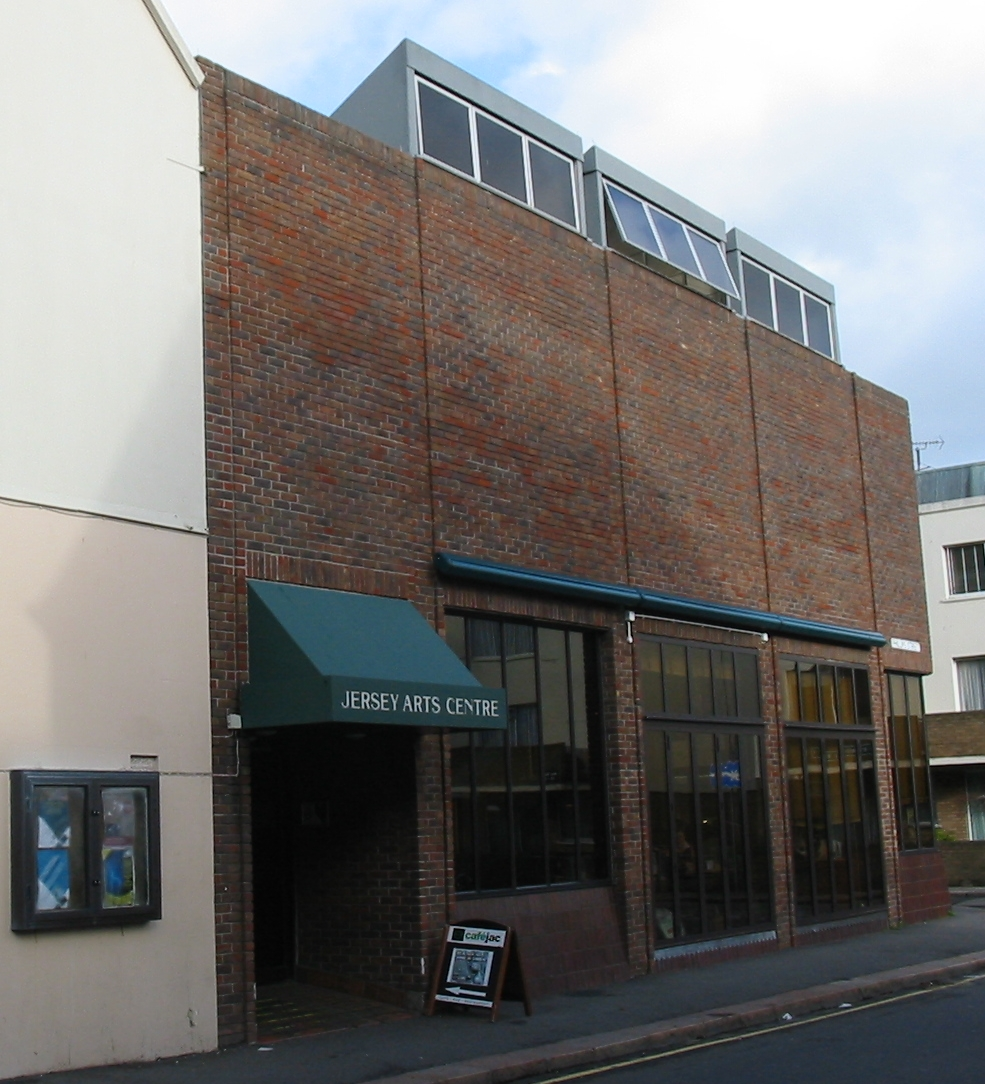
Le Jersey Arts Centre.

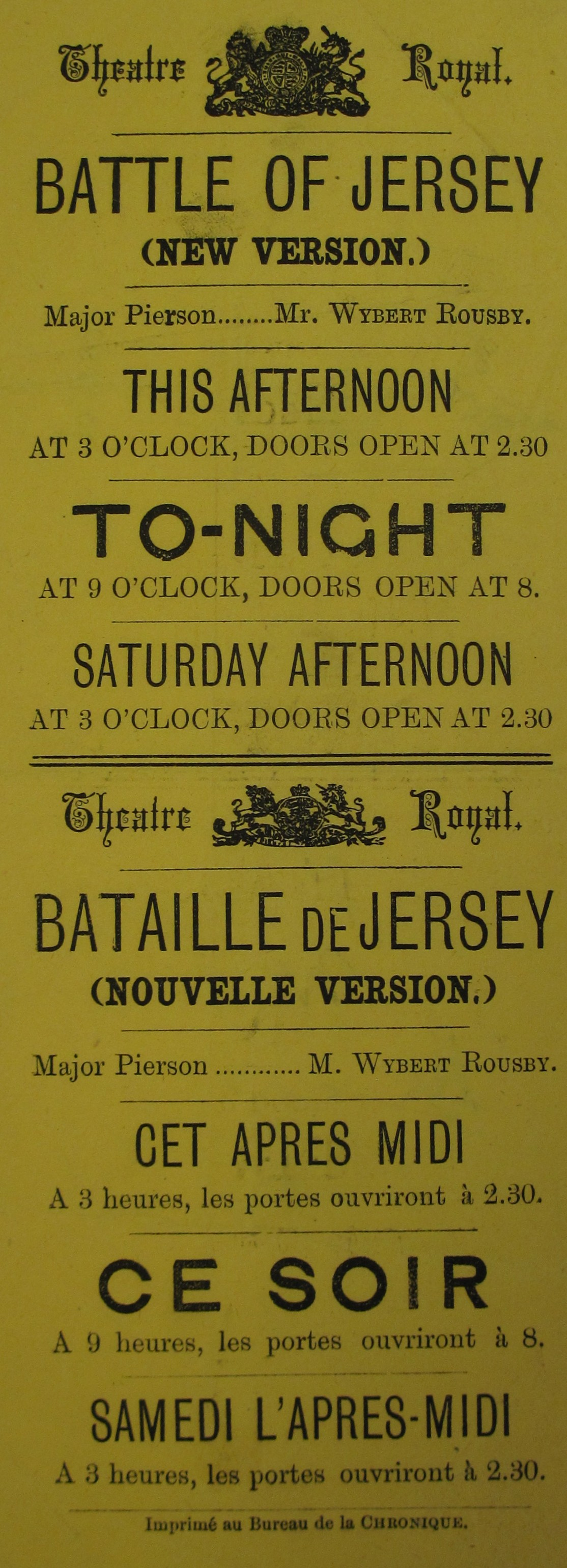
Affiche du Théâtre Royal (1900).

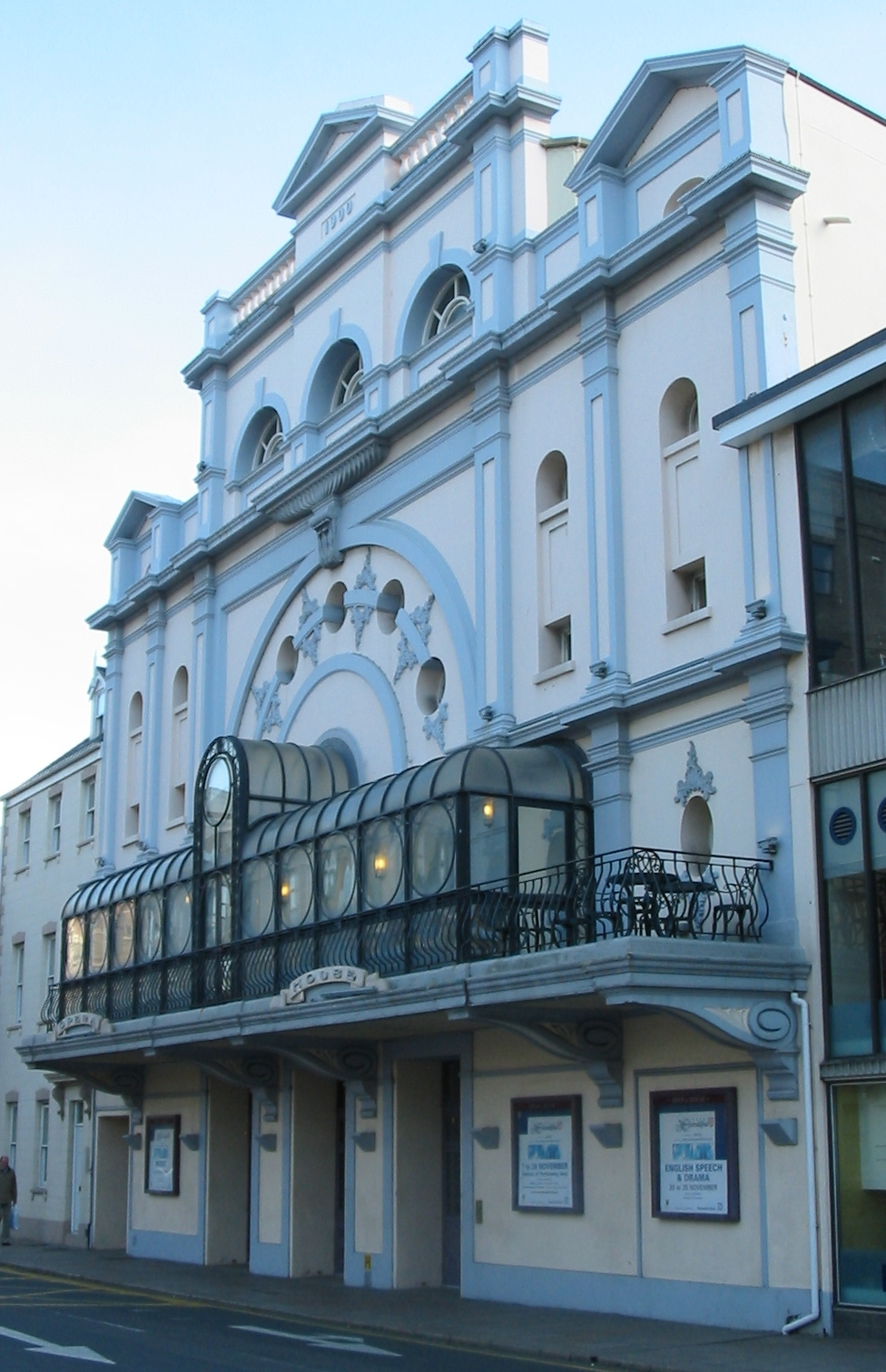
Le théâtre-opéra de Jersey.

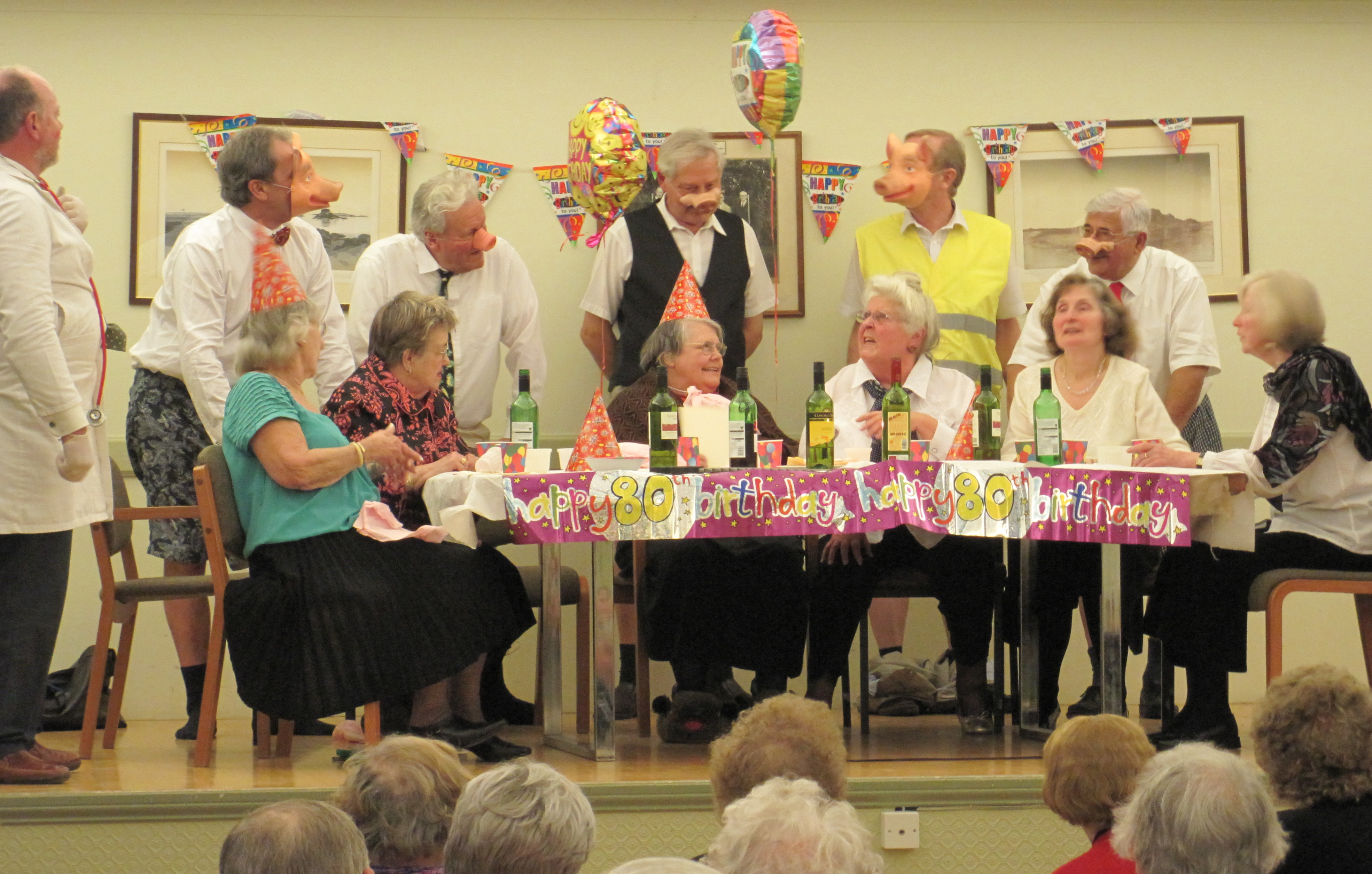
Pièces jouée en langue jersiaise par L'Assembliée d'Jèrriais (2010).

L'histoire du théâtre à Jersey nous est connue surtout depuis le XVIIIe siècle en raison de l'instauration d'une loi, établie par les États de Jersey, encadrant le genre théâtral sur l'île de Jersey.

## Histoire
Le théâtre médiéval fut un art important pendant tout le Moyen Âge. Il fut notamment illustré par des genres souvent reliés à un ton (comique ou solennel) et un registre (religieux ou profane) particulier. On y trouve notamment les mystères, les fabliaux  et les farces.
Au cours des XVIe siècle et XVIIe siècle, le théâtre se développa en France et en Angleterre. Bien que la culture à Jersey était contrôlée par un régime calviniste strict, surtout avec l'imposition de l'anglicanisme après 1650, les divertissements furent peu assujettis par l'obscurantisme religieux en raison de la singularité culturelle des îles anglo-normandes, assises entre les pôles culturels de la France et l'Angleterre et isolées par la situation linguistique en raison de leur culture normande et de langue normande. Les troupes théâtrales d'Angleterre n'auraient pas été comprises par la population de langue jersiaise, quant aux troupes théâtrales françaises, elles furent dissuadées par les États de Jersey de donner des représentations en raison de la suspicion qui existait entre la France et l'Angleterre au cours de cette période sur les enjeux concernant les îles anglo-normandes.
Le 14 novembre 1778, les États de Jersey ont adopté une loi interdisant la mise en scène de pièces de théâtre ou des farces sans l'autorisation préalable de l'huissier de justice et Royal. Cette loi reste la base de l'autorisation actuelle des divertissements publics à Jersey soumises à l'autorisation par le Bailli de Jersey (conseillé par un panel d'huissiers pour le contrôle des spectacles publics).
Le fait que les États de Jersey aient jugé nécessaire de promulguer une telle loi suggère que les représentations théâtrales étaient autrefois assez fréquentes et suffisamment préoccupantes pour que les autorités exigent la mise en place d'un système de réglementation et de contrôle.
La première salle de théâtre fut la « Salle de la Comédie » à Saint-Hélier, citée dans le journal local La Gazette de l'Île de Jersey en date du 23 mars 1788. Cette salle de réunion était utilisée pour des présentations publiques et pouvait accueillir entre 500 et 600 personnes, selon le pasteur John Wesley
Les premiers spectacles théâtraux d'importance d'une compagnie de théâtre professionnelle à Jersey furent donnés par une troupe de comédiens français dirigée par un dénommé Desroches entre mars et mai 1788. La compagnie Desroches joua L'Amant bourru de Monvel ainsi que Le Médecin malgré lui de Molière.
Les compagnies de théâtre anglophones arrivèrent à leur tour au cours des étés 1792 et 1793. La première pièce de langue anglaise connue pour avoir été jouée à Jersey fut le West Indian de Richard Cumberland jouée le 5 mai 1792, suivis, entre autres, par L'École de la médisance de Richard Brinsley Sheridan, le 12 mai 1792. Les pièces furent jouées au Théâtre Royal de Jersey, mais les documents d'époque n'indiquent pas s'il s'agit d'une nouvelle salle de spectacle ou de la salle de la Comédie.
Les premières pièces interprétées en langue française par des comédiens amateurs jersiais furent Alzire ou les Américains en 1795 suivi de Mérope de Voltaire en 1796.
le Théâtre Royal de Saint-Hélier brûla le 31 juillet 1863. Deux ans plus tard, le 17 avril 1865, une nouvelle salle de spectacle, le Royal Amphithéâtre ouvrit, rue Gloucester, dans la Vingtaine centrale de Saint-Hélier. Revendu en 1869, il est rebaptisé Théâtre Royal, puis plus tard Théâtre Royal Opéra House. En effet, on y joue des œuvres lyriques d'opéra et de l'opéra-comique. On y joua des œuvres d'auteurs anglais notamment de Charles Dickens (David Copperfield, La Bataille de la vie, Le Grillon du foyer, Le Magasin d'antiquités et Oliver Twist).
Le 29 mars 1899 le Théâtre Royal brûla à son tour. Reconstruit en un temps record, dans un style Art nouveau, l'opéra fut rouvert le 9 juillet 1900 avec la prestation lyrique de l'actrice Lillie Langtry. Cette nouvelle salle, dénommée Opéra de Jersey, fut en partie détruite par un nouvel incendie le 12 mai 1921. Remis en état, l'édifice devint une salle de cinéma avec le développement du cinématographe.
Le développement de la littérature jersiaise a concerné également le théâtre en jersiais. Le premier livre publié en jersiais "Rimes et Poésies Jersiaises" (1865) inclus Duologues dramatiques, qui sont interprétées surant ls "veil'yes traditionnelles" (les veillées) ou se lisent comme des drames en vase clos. Des saynètes satiriques ont également été publiées dans les journaux au cours du XIXe siècle. Le journal "Le Constitutionnel" publia des saynetes en jersiais.
Le poète Edwin John Luce publia, en 1861, "Queur de Femme" (en jersiais: Tchoeu d'Femme - «Cœur d'une femme») sous forme de brochure. Esther Le Hardy publia, en 1880, une pièvces en trois actes, "L'Enchorchelai ous les très Paires" (orthographe moderne: L'Enchorchélé ou Les Trais Paithes - «L'encorcelé ou les Trois Poires»).
Au début du XXe siècle, Edwin John Luce écrivit des pièces et les présenta dans plusieurs salles paroissiales, notamment "En d'Cherche femme", "L'invitation" et "L'Annonce XYZ"toutes écrites avant la Première Guerre mondiale.
Durant la Seconde Guerre mondiale, la salle de théâtre de l'opéra de Jersey servit de salle de divertissement aux troupes d'occupation allemande. Jusqu'en 1941, des représentations furent données en matinée (avant 18 heures) en raison du couvre-feu. L'Opéra l'Amateur Dramatic Club joua quelques pièces, mais la censure allemande devint plus stricte et finit par interdire la pièce de William Shakespeare Le Marchand de Venise. Par la suite, les pièces jouées en anglais furent, malgré les négociations, finalement interdites. Néanmoins des pièces, en langue jersiaise, purent être jouées, en raison de l'ignorance de la langue normande par l'occupant.
Après la Seconde guerre mondiale, George Francis Le Feuvre (1891-1984) prit part à des spectacles de théâtre amateur. Il écrivit huit pièces de théâtre et deux Duologues pour L'Assembliée d'jersiais et pour le festival du Eisteddfod de Jersey, entre 1946 et 1968 qui ont été publiés dans la collection "Histouaithes et Gens d'Jerri" en 1976. Amélia Perchard (1921–2012) écrivit plusieurs pièces de théâtre en langue jersiaise qui furent interprétées lors du festival du Eisteddfod de Jersey.